# Allobates mandelorum
Allobates mandelorum es una especie de anfibio anuro de la familia Aromobatidae.

## Distribución geográfica
Esta especie es endémica de Cerro Turimiquire entre los estados de Sucre y Monagas en Venezuela. Habita entre los 1900 y 2630 m de altitud.

## Etimología
Esta especie lleva el nombre en honor a  Leon Mandel II y Fred. L. Mandel Jr.

## Publicación original
- Schmidt, 1932 : Reptiles and amphibians of the Mandel Venezuelan expedition. Field Museum of Natural History, Zoological Series, vol. 18, n.º 7, p. 159-163[5]